# Баранове (Богодухівський район)
Барано́ве  — село в Україні, у Валківській міській громаді Богодухівського району Харківської області. Населення становить 220 осіб. До 2020 орган місцевого самоврядування — Баранівська сільська рада.

## Географія
Село Баранове складається з 2-х частин, східна частина села це колишні Сіренки. Село знаходиться на березі річки Турушик (ліва притока річка Мжа), на якій зробили велике водосховище (37 га). Село примикає до сіл Гринців Ріг та Мізяки. За 4 км залізнична станція Баранове.

## Історія
За даними на 1864 рік на казенному хуторі Мезиків (Манжаліїв) Валківського повіту Харківської губернії мешкало 331 особа (158 чоловічої статі та 173 — жіночої), налічувалось 40 дворових господарств.
Станом на 1885 рік у колишньому державному селі Валківської волості мешкало 343 особи, налічувалось 58 дворових господарств.
12 червня 2020 року, розпорядженням Кабінету Міністрів України № 725-р «Про визначення адміністративних центрів та затвердження територій територіальних громад Харківської області», увійшло до складу Валківської міської громади.
19 липня 2020 року, в результаті адміністративно-територіальної реформи та ліквідації Валківського району, селище увійшло до складу Богодухівського району.

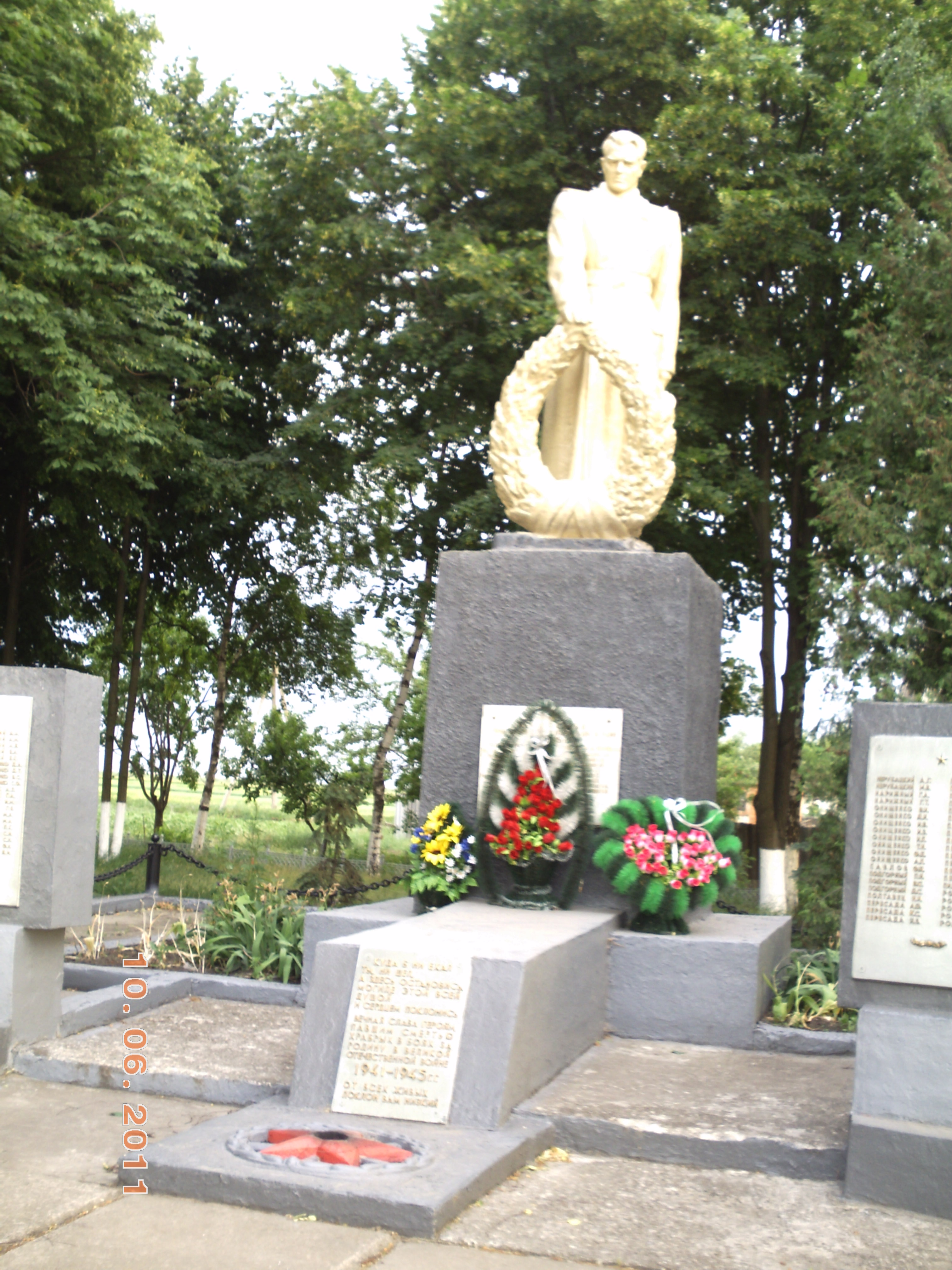
Братська могила радянських воїнів

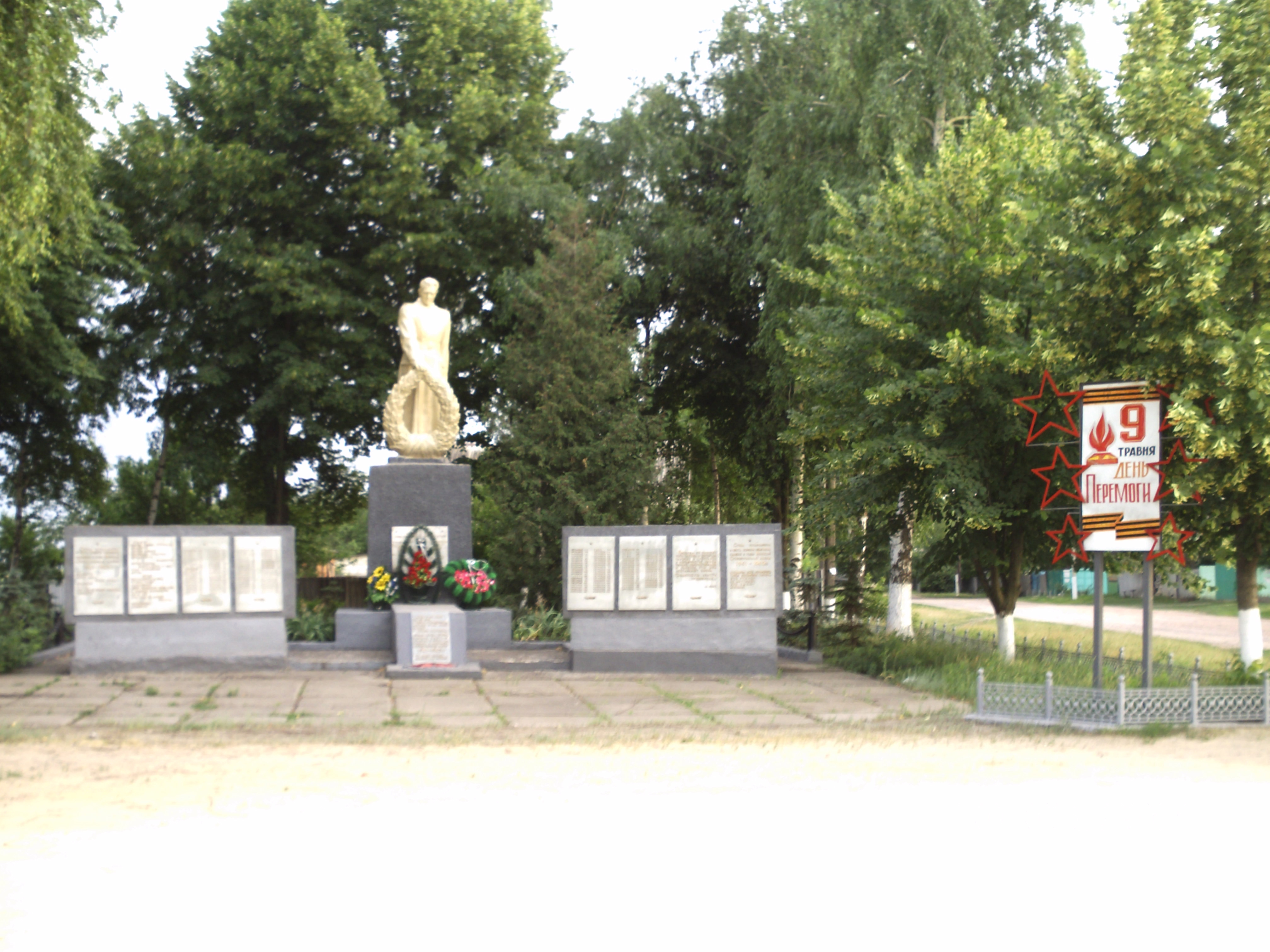
Братська могила радянських воїнів. Поховано 418 воїнів

## Економіка
Поруч із селом невеликий піщаний кар'єр.

## Відомі люди

### Народилися
- Петренко Микола Якович — секретар Харківської міської ради протягом 1998–2002 рр., депутат Харківської міської ради п'яти скликань поспіль (із 1991 року). Полковник міліції.
- Поготовко Михайло Миколайович — український льотчик, підполковник Армії УНР. Один з ініціаторів створення Українського Визвольного Війська.